# Universitatea din Mostar
Universitatea din Mostar (în latină Universitas studiorum Mostariensis, în croată Sveučilište u Mostaru, în sârbă Свеучилиште у Мостару) este a doua cea mai mare universitate din Bosnia și Herțegovina cu sediul în orașul Mostar. A fost fondată la 11 februarie 1977. Este singura universitate în limba croată din afara Croației.
Universitatea are zece facultăți și o Academie de Arte Plastice, cu 46 de specializări și 70 de grupuri de studiu. Din această cauză, Universitatea din Mostar este una dintre cele mai diverse instituții școlare din Bosnia și Herțegovina. În anul școlar 2014/15 a avut 10.712 de studenți, din care 17% provin din Republica Croația.
Universitatea din Mostar este membră a Rețelei Universităților din Balcani (BAUNAS) (din care mai fac parte Universitatea de Stat din Comrat din Republica Moldova, Universitatea Babeș-Bolyai și alte universități din Balcani).

## Istorie
Rădăcinile Universității din Mostar datează din 1895, când a fost înființată o școală teologică franciscană. După cel de-al doilea război mondial, această instituție a fost închisă. În 1950, școala superioară de formare a cadrelor didactice și-a început activitatea în Mostar. Apoi a urmat înființarea unei școli tehnice superioare în 1959, o școală agricolă superioară în 1960 și Departamentele Facultăților de Drept și Economie din Sarajevo.
Universitatea a fost înființată în Mostar în 1977 ca Universitatea „Džemal Bijedić” din Mostar, iar facultățile și școlile superioare au funcționat în continuare. Din 1992, limba croată este limba oficială a Universității din Mostar. Este singura universitate de limbă croată din Bosnia și Herțegovina, cu aproximativ 1000 de angajați. Are zece facultăți, o Academie de Arte Plastice, opt institute și centrul studențesc din cadrul Universității.
În timpul Războiului Bosniac din perioada 1992-1995, Universitatea nu a încetat să funcționeze. La începutul războiului, în 1992 a fost redenumită din Universitatea „Džemal Bijedić” din Mostar în Universitatea din Mostar, numele actual. De la mijlocul anilor 1990, a început deschiderea de noi facultăți și institute științifice. În cei mai dificili ani ai războiului, în care supraviețuirea Universității a fost pusă în pericol,  rectorul Universității din Mostar, dr. Zdenko Kordić (rector din 1992 până în 1999) a asigurat conservarea și promovarea Universității din Mostar la nivel european și mondial.
Universitatea din Mostar participă la Conferința Rectorilor din Bosnia și Herțegovina și este, de asemenea, un membru asociat al Conferinței rectorilor croați. Sigiliul universitar este format din desenul clădirii mănăstirii franciscane .

## Facultăți
- Facultatea de Agricultură și Tehnologia Alimentară
- Facultatea de Științe Economice
- Facultatea de Construcții
- Școala Medicală
- Facultatea de Studii Medicale
- Facultatea de Farmacie
- Facultatea de Filosofie
- Facultatea de Științe, Matematică și Educație
- Facultatea de Drept
- Facultatea de Inginerie Mecanică și Informatică
- Academia de Arte Plastice

Toate facultățile sunt situate în Mostar, cu excepția Academiei de Arte Plastice, situată în Široki Brijeg. Cel mai mare număr de facilități universitare este situat în campusul 1 din centrul orașului, o parte a facilităților se află în campusul 2 în suburbia Rodoč, în timp ce clădirea Facultății de Medicină și a Facultății de Studii Medicale sunt situate in cadrul Spitalului Universitar Clinic din Mostar.  

## Studenți
Universitatea din Mostar are circa 16.000 de studenți, ceea ce o face a treia universitate din Bosnia și Herțegovina. De-a lungul anilor, Universitatea din Mostar a înregistrat o creștere rapidă a numărului de studenți. În anul școlar 2006-2007, Universitatea a avut 6.256 de studenți, iar în 2014-2015 a avut 10.712 de studenți.
Numărul studenților străini, dintre care marea majoritate provin din Croația vecină, este în creștere, de asemenea. În anul universitar 2008-2009, au fost 292 de studenți din Croația, în timp ce în perioada 2012-2013 au fost 644 de studenți din Croația. În perioada 2014-2015, studenții din Croația au reprezentat 17 % din totalul studenților Universității din Mostar.
| \| Număr de studenți \| Număr de studenți \| Număr de studenți \| Număr de studenți \| Număr de studenți \| \| ----------------- \| ----------------- \| ----------------- \| ----------------- \| ----------------- \| \| An școlar \| \| \| \| Număr de studenți \| \| 1995/96 \| 1995/96 \| \| 3,200 \| 3,200 \| \| 2004/05 \| 2004/05 \| \| 5,556 \| 5,556 \| \| 2005/06 \| 2005/06 \| \| 5,864 \| 5,864 \| \| 2006/07 \| 2006/07 \| \| 6,256 \| 6,256 \| \| 2007/08 \| 2007/08 \| \| 6,993 \| 6,993 \| \| 2008/09 \| 2008/09 \| \| 7,767 \| 7,767 \| \| 2009/10 \| 2009/10 \| \| 8,298 \| 8,298 \| \| 2011/12 \| 2011/12 \| \| 9,431 \| 9,431 \| \| 2012/13 \| 2012/13 \| \| 9,896 \| 9,896 \| \| 2013/14 \| 2013/14 \| \| 11,193 \| 11,193 \| \| 2014/15 \| 2014/15 \| \| 10,712 \| 10,712 \| \| 2015/16 \| 2015/16 \| \| 9,966 \| 9,966 \| \| 2016/17 \| 2016/17 \| \| 9,781 \| 9,781 \| \| 2017/18 \| 2017/18 \| \| 9,758 \| 9,758 \| \| 2018/19 \| 2018/19 \| \| 9,417 \| 9,417 \| |         |  |        |                   |
| Număr de studenți |         |  |        |                   |
| An școlar |         |  |        | Număr de studenți |
| 1995/96 | 1995/96 |  | 3,200  | 3,200             |
| 2004/05 | 2004/05 |  | 5,556  | 5,556             |
| 2005/06 | 2005/06 |  | 5,864  | 5,864             |
| 2006/07 | 2006/07 |  | 6,256  | 6,256             |
| 2007/08 | 2007/08 |  | 6,993  | 6,993             |
| 2008/09 | 2008/09 |  | 7,767  | 7,767             |
| 2009/10 | 2009/10 |  | 8,298  | 8,298             |
| 2011/12 | 2011/12 |  | 9,431  | 9,431             |
| 2012/13 | 2012/13 |  | 9,896  | 9,896             |
| 2013/14 | 2013/14 |  | 11,193 | 11,193            |
| 2014/15 | 2014/15 |  | 10,712 | 10,712            |
| 2015/16 | 2015/16 |  | 9,966  | 9,966             |
| 2016/17 | 2016/17 |  | 9,781  | 9,781             |
| 2017/18 | 2017/18 |  | 9,758  | 9,758             |
| 2018/19 | 2018/19 |  | 9,417  | 9,417             |